# El Saucito, Ignacio Zaragoza
El Saucito är en ort i Mexiko.   Den ligger i kommunen Ignacio Zaragoza och delstaten Chihuahua, i den nordvästra delen av landet, 1 400 km nordväst om huvudstaden Mexico City. El Saucito ligger 2 007 meter över havet och antalet invånare är 292.
Terrängen runt El Saucito är huvudsakligen platt, men söderut är den kuperad. El Saucito ligger nere i en dal. Runt El Saucito är det mycket glesbefolkat, med 3 invånare per kvadratkilometer. Närmaste större samhälle är Benito Juárez, 18,8 km nordväst om El Saucito. Trakten runt El Saucito består i huvudsak av gräsmarker.